# Kurhan Melitopolski

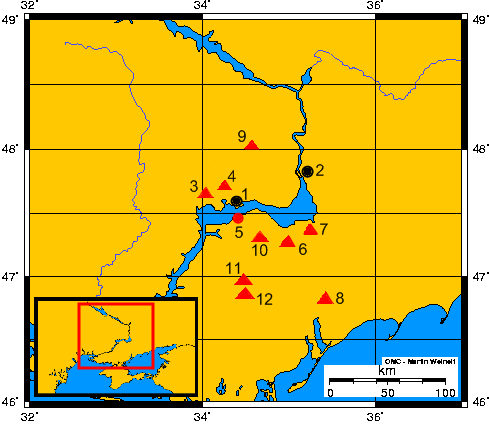
Stolica Scytów Grodzisko Kamjanśke i tzw. królewskie kurhany scytyjskie nad dolnym Dnieprem:
1) Nikopol (współczesne miasto)
2) Zaporoże (współczesne miasto)
3) Towsta Mohyła (kurhan)
4) Czortomłyk (kurhan)
5) Grodzisko Kamjanśke
6) Sołocha (kurhan)
7) Gajmanowa Mogiła (kurhan)
8) Kurhan Melitopolski
9) Kurhan Aleksandropolski
10) Wełyka Cymbałka (kurhan)
11) Kozieł (kurhan)
12) Ohuz (kurhan)

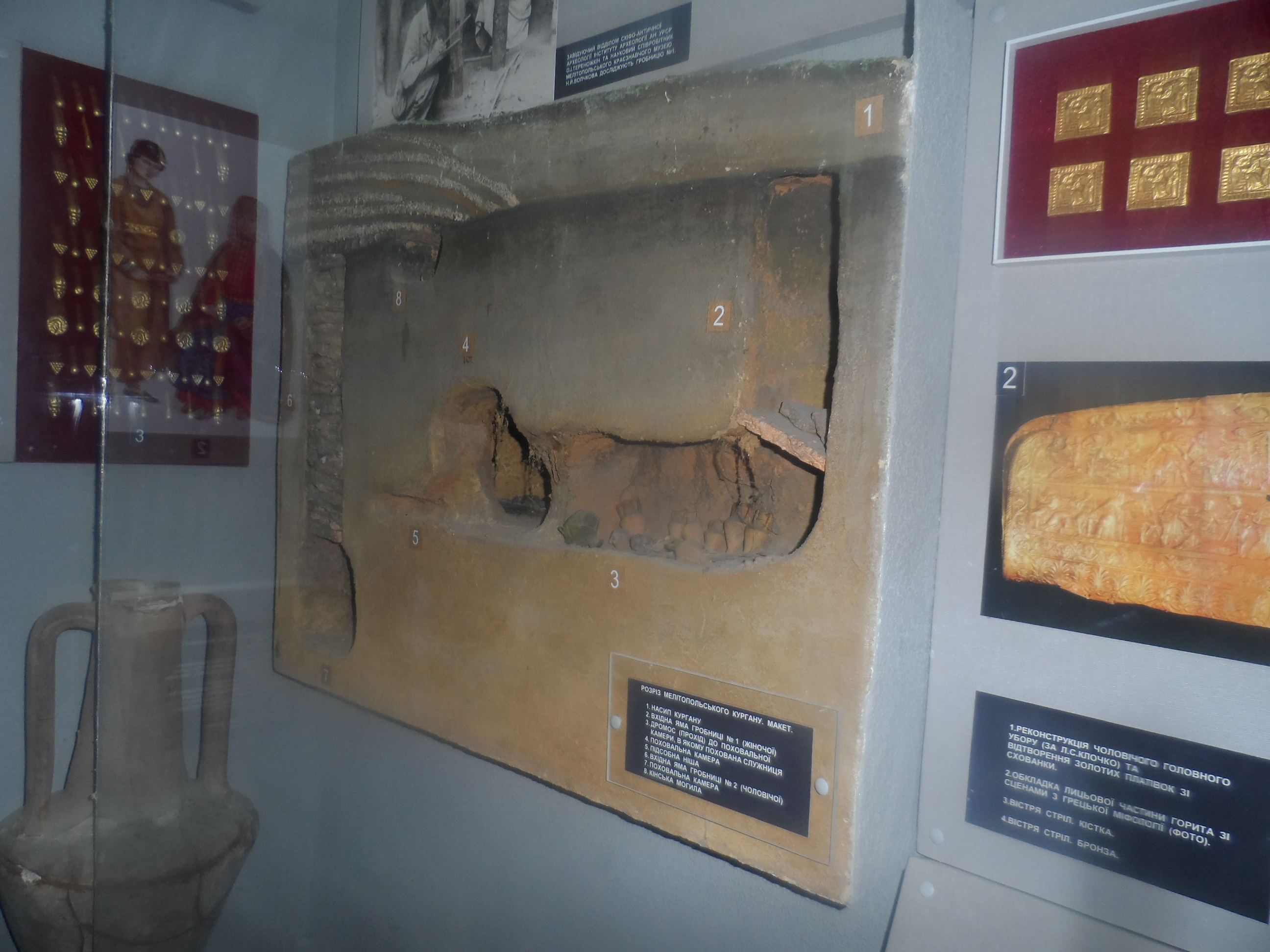

Kurhan Melitopolski – kurhan scytyjski z IV wieku p.n.e., znajdujący się w północno-zachodniej części miasta Melitopola w zaporoskim obwodzie Ukrainy.
Jest jednym z najbardziej reprezentatywnych przykładów możliwości greckich warsztatów złotniczych produkujących dla potrzeb Scytów. Ze względu na bogactwo odnalezionego wyposażenia grobowego zaliczany jest do grupy tzw. królewskich kurhanów scytyjskich, kryjących pochówki władców.
Pod nasypem kurhanu o wysokości około 6 m odkryto 2 komory grobowe. W pierwszej pochowana była żona władcy z niewolnicą. W tej komorze odkryto około 4000 złotych ozdób. Druga komora zawierała pochówek władcy. Obok tej komory znajdował się pochówek koni.
Do najcenniejszych znalezisk w tym kurhanie należały:
- złoty kołczan zdobiony scenami z życia Achillesa, otoczonymi bogatą ornamentyką roślinną i zwierzęcą,
- złoty diadem,
- 200 złotych blaszek aplikacyjnych, zdobionych przedstawieniami zwierząt.